# Coleophora hadrocerella
Coleophora hadrocerella é uma espécie de mariposa do gênero Coleophora pertencente à família Coleophoridae.